# (29860) 1999 FO34
A (29860) 1999 FO34 a Naprendszer kisbolygóövében található aszteroida. A LINEAR projekt keretében fedezték fel 1999. március 19-én.